# Martín Rodríguez (politico)
Martín Rodríguez (Buenos Aires, 4 luglio 1771 – Montevideo, 5 marzo 1845) è stato un politico argentino.
Generale, combatté contro gli Inglesi nel 1807 e partecipò alla Rivoluzione di Maggio del 1810. Nel 1820 fu nominato governatore di Buenos Aires, esercitando una politica moderata e illuminata che gli portò i favori della popolazione.

## Biografia

### La guerra d'indipendenza e le lotte intestine
Inquadrato nel reggimento di ussari di Juan Martín de Pueyrredón durante le invasioni del 1806-1807, Rodríguez prese parte attiva anche nei fatti della Rivoluzione di Maggio del 1810. L'anno seguente organizzò le milizie in supporto di Cornelio Saavedra e per questo motivo venne esiliato a San Juan. Rientrato partecipò alla battaglia di Salta contro i realisti e successivamente guidò l'esercito di Buenos Aires verso l'Alto Perù venendo però sconfitto ad El Tejar e a Venta y Media.
Nel 1820 combatté a Cepeda agli ordini di José Rondeau come capo della cavalleria del Direttorio. 

### Governatore di Buenos Aires
Grazie all'appoggio dei proprietari terrieri e dei ceti medio-alti della città, Rodríguez fu nominato dalla Giunta dei Rappresentanti governatore di Buenos Aires il 26 settembre dello stesso anno. Durante l'inizio del suo governo scoppiò una rivolta  nell'interno prontamente soffocata da Juan Manuel de Rosas e dai suoi gauchos. Fu in quest'occasione che fu attribuito al futuro dittatore il titolo di Restauratore delle Leggi (Restaurador de las Leyes).
Formò un gabinetto d'ispirazione unitario con Bernardino Rivadavia agli Esteri e Manuel José García all'Economia. attuò una serie di riforme in chiave centralista volte a favorire lo sviluppo economico, a snellire la burocrazia e a modernizzare le istituzioni e l'esercito. Fu contratto un prestito con la banca britannica Baring Brothers, il primo di una lunga serie nella storia argentina, per finanziare la costruzione del porto e della rete fognaria di Buenos Aires. Il progetto si rivelerà un fallimento poiché da Londra arriverà solo metà del denaro, per altro sotto forma di lettere di cambio, e terminerà per finanziare la guerra con il Brasile. Nel marzo 1821, coadiuvato da Rivadavia e da Antonio Sáenz, istituì l'Università di Buenos Aires.
Nel novembre 1820 Rodríguez siglò la pace con la limitrofa provincia di Santa Fe mediante il trattato di Benegas. Due anni dopo firmò un accordo difensivo contro le mire espansionistiche luso-brasiliane con le province di Santa Fe, Entre Ríos e Corrientes. Nel 1823 guidò una spedizioni contro i nativi dopo una serie di attacchi agli insediamenti lungo tutta la frontiera sud-occidentale della provincia. Il 4 aprile dello stesso anno fondò il forte Independencia, l'odierna città di Tandil.

## Gli ultimi anni
Nel 1828 partecipò alla rivoluzione capeggiata da Juan Lavalle e Manuel Dorrego. Tra il maggio ed il luglio 1829 fu nuovamente governatore di Buenos Aires. Durante questo mandato istituì il comando militare delle Isole Malvinas. L'anno seguente emigrò a Montevideo dove scrisse la sua autobiografia e morì quindici anni dopo. I suoi resti riposano dal 1891 nel cimitero della Recoleta.

## Omaggi
In suo onore è stata intitolata la cittadina di General Rodríguez, nella provincia di Buenos Aires.